# Chiu Chi-ling
Chiu Chi-ling (趙志淩, Pinyin: Zhao Zhiling, geboren in 1943) is een acteur die vooral in Kungfu films uit Hongkong speelt.
Chiu geeft naast zijn werk als acteur les in Hung Gar Kung Fu in de naar hem genoemde Chiu Chi-ling Hung Gar Kung Fu Assocation een door hem gestarte school in martial arts. Elk jaar bezoekt hij leerlingen aan zijn scholen die over de hele wereld verspreid zijn. Ook in Nederland zijn Hung Gar Kung Fu scholen. In de jaren zeventig 70 opende hij een school die veel atleten en beroemdheden trok. Het contact met de wereld van de filmindustrie gaf hem het idee zelf te beginnen met acteren. Hij speelde in veel bekende Kung Fu-films als Snake in the Eagle's Shadow, Duel of the Seven Tigers en pas nog in de grote succesfilm: Kung Fu Hustle.